# Luhans'kteplovoz
La Luhans'kteplovoz  (in ucraino Луганськтепловоз?; in russo Лугансктепловоз?, Luganskteplovoz, in lingua italiana Fabbrica di locomotive Luhans'k), nota in passato anche come Fabbrica di locomotive Vorošilovgrad è una grande impresa industriale produttrice di locomotive, automotrici e rotabili ferroviari. Ha sede a Luhans'k, in Ucraina.

## Storia

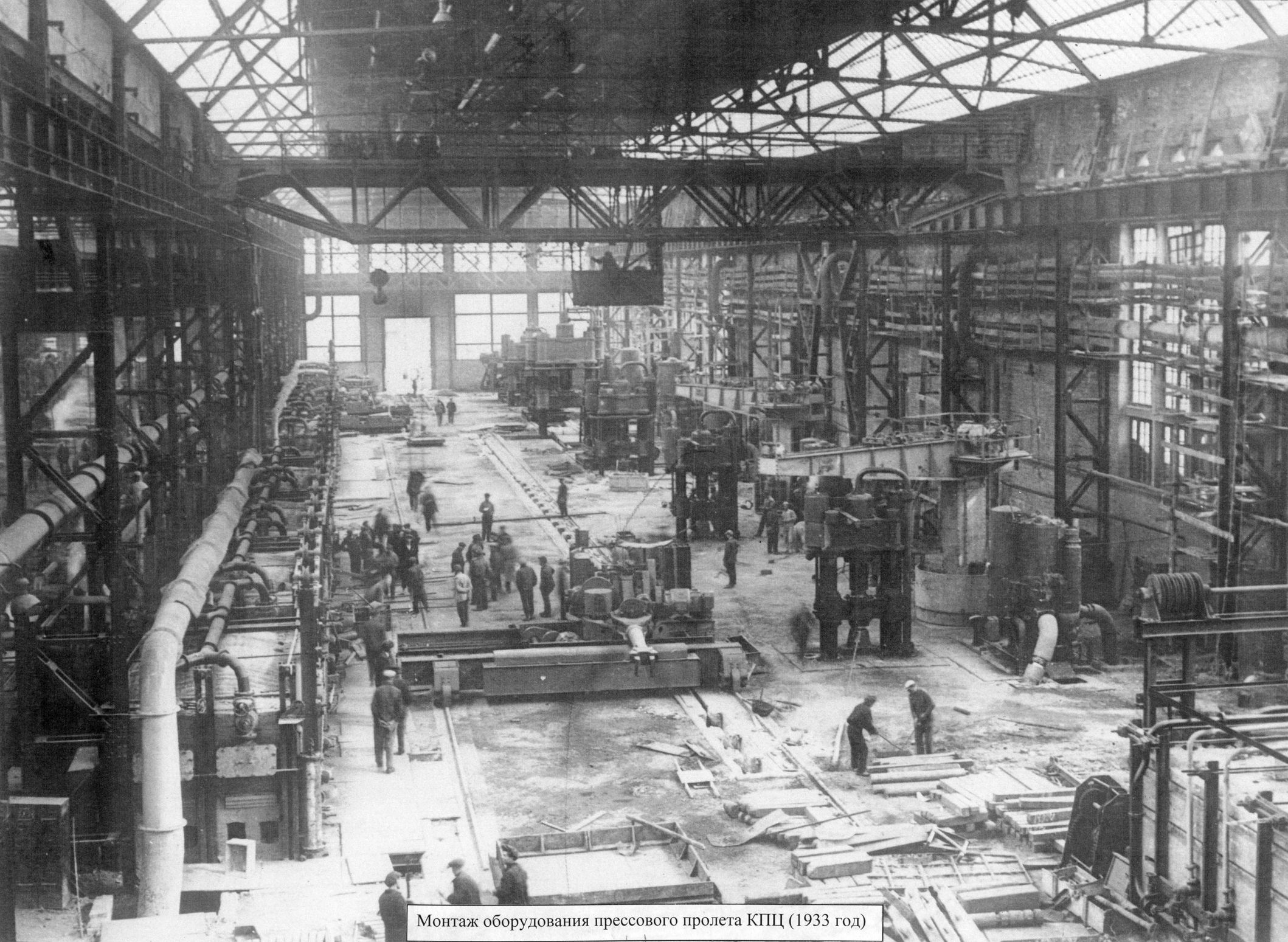
Una sala di montaggio nel 1933

La fabbrica fu fondata a Luhans'k, il 3 maggio 1896, da Gustav Hartmann (figlio di Richard Hartmann) con il nome di Russische Maschinenbaugesellschaft Hartmann. La prima locomotiva a vapore interamente prodotta dalla "Hartmann" uscì dallo stabilimento nel 1900. Nel giro di pochi anni la produzione si era tanto espansa che, già nel 1906, aveva raggiunto livelli paragonabili a quelli delle altre fabbriche di locomotive, la Brjansk e la Putilov di San Pietroburgo. Le locomotive a vapore prodotte si diffusero in tutta la rete ferroviaria dell'Impero russo.
Nel 1918, in seguito alla Rivoluzione d'ottobre, il nome della fabbrica fu cambiato in Fabbrica di locomotive Rivoluzione di ottobre. Tra il 1928 e il 1933 lo stabilimento fu ampliato e ammodernato; i suoi prodotti più importanti erano le locomotive per treni merci di rodiggio 1-E-1 (gruppo FD) e le locomotive per treni passeggeri di rodiggio 1-4-2 (gruppo IS); in tale periodo la società era diventata la più grande fabbrica di locomotive in Europa.
Nel 1935 in seguito al cambiamento del nome della città, Lugansk, in Vorošilovgrad in onore di Kliment Efremovič Vorošilov (eroe dell'Unione sovietica) anche la fabbrica venne di fatto chiamata Fabbrica di locomotive Vorošilovgrad.
Nel corso della seconda guerra mondiale, la produzione dovette essere differita fino al 1943 in quanto gli stabilimenti lavoravano per le esigenze belliche. Alla fine della guerra, nel mese di ottobre del 1945, uscì dalla fabbrica nuovamente riconvertita alla sua produzione originale la prima locomotiva completa del gruppo SO. Complessivamente erano state prodotte fino al 1956, anno in cui cessò la produzione di macchine a vapore, oltre 12.000 locomotive a vapore.
Nel corso della seconda metà degli anni cinquanta fu avviata la conversione delle linee di produzione per la costruzione di locomotive diesel e vi fu l'introduzione di linee di montaggio meccanizzate. Alla fine del decennio l'offerta di locomotive diesel-idrauliche si articolava su quattro modelli, TG101, TG102, TG105, TG106 con potenze rispettivamente da 1100 a 3000 kW. Dal 1962 furono disponibili anche locomotive diesel-elettriche, particolarmente, il tipo 2TE10L (2ТЭ10Л) la cui produzione (dei tipi L, M, U e sottogruppi) raggiunse le 12.000 unità  divenendo uno dei più importanti tipi di locomotive prodotte in URSS. Nel 1965 uscì di fabbrica la prima locomotiva del tipo M62.
Nel 1967 nacque la locomotiva TE109 (ТЭ109) a trasmissione elettrica con generatore a corrente alternata e trazione in corrente continua che fu la capostipite della serie di locomotive a scartamento normale tra cui la DR 130 (per le ferrovie della Repubblica Democratica Tedesca).
La produzione successiva (1977) riguardò le locomotive doppie TE121 (2ТЭ121) e le varianti nonché la sperimentazione di locomotive, con motori di trazione in corrente alternata, dei tipi TE120 e 2TE127 (ТЭ120 e 2ТЭ127) e di locomotive alimentate a GPL dei tipi 2TE10G e 2TE116G (2ТЭ10Г and 2ТЭ116Г). Tali tipi di locomotive raggiunsero le prestazioni in potenza dell'ordine di 3000-4500 kW. 
Alla fine degli anni settanta la società aveva raggiunto la capacità produttiva massima con oltre un centinaio di locomotive al mese.
In seguito al crollo del blocco orientale, la società divenne proprietà della nuova repubblica Ucraina e venne trasformata in holding pubblica il 3 ottobre 1995 con il nome di Luhans'kteplovoz .
Dal 1997 la fabbrica ha avviato la produzione di treni diesel (DMU) del tipo DAL-01 (ДЕЛ-01), DEL-02 (ДЭЛ-02), DPL1 (ДПЛ1) and DPL2 (ДПЛ1), treni elettrici (EMU) tipo EPL2T (ЕПЛ2Т) e EPL9T (ЕПЛ9Т) e di locomotive diesel TE114I (ТЕ114І).

## Il fermo delle attività
La guerra in Donbass ha reso difficile l'arrivo di componenti, dalla Germania e dagli Stati Uniti d'America, agli impianti della Luhansk sin dall'inizio di febbraio del 2015 così in marzo l'impianto si è fermato. 
Come conseguenza della guerra russo-ucraina e della caduta di Luhansk in mano alle forze secessioniste la fabbrica è stata ri-registrata nella città di Sievierodonetsk.

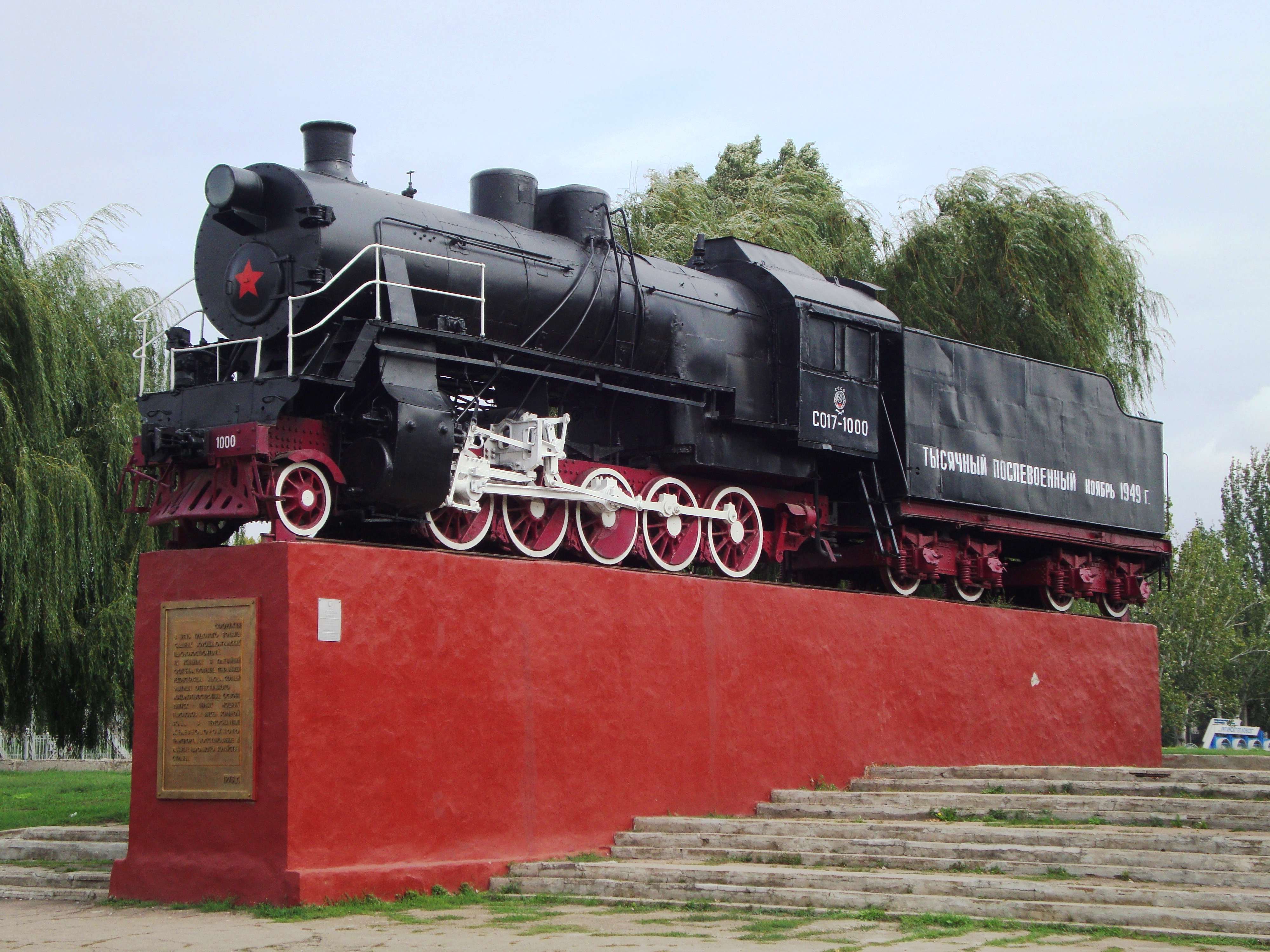
Locomotiva a vapore 1-5-0, gruppo СО17 delle ferrovie sovietiche
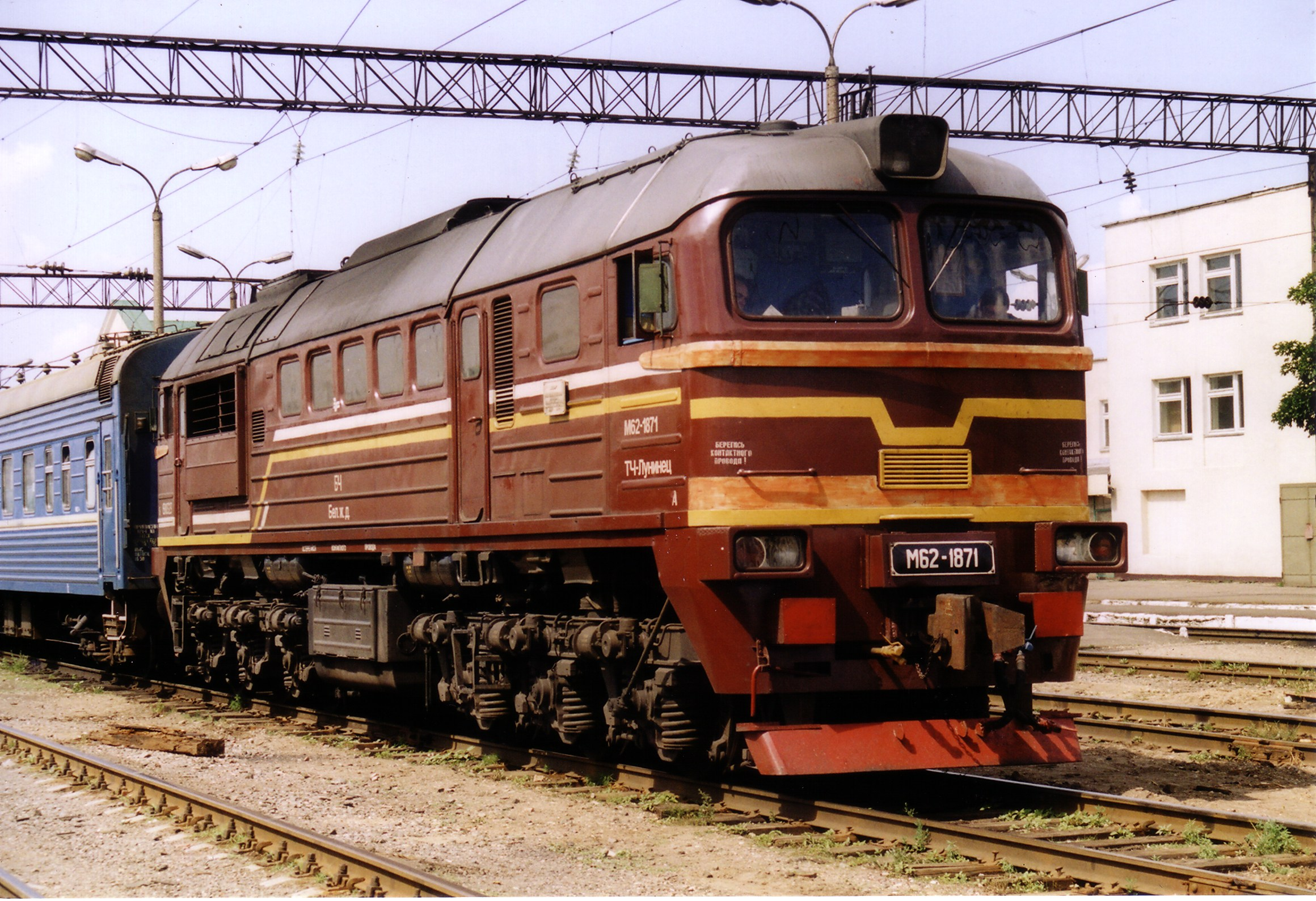
Locomotiva M62, il modello più comune
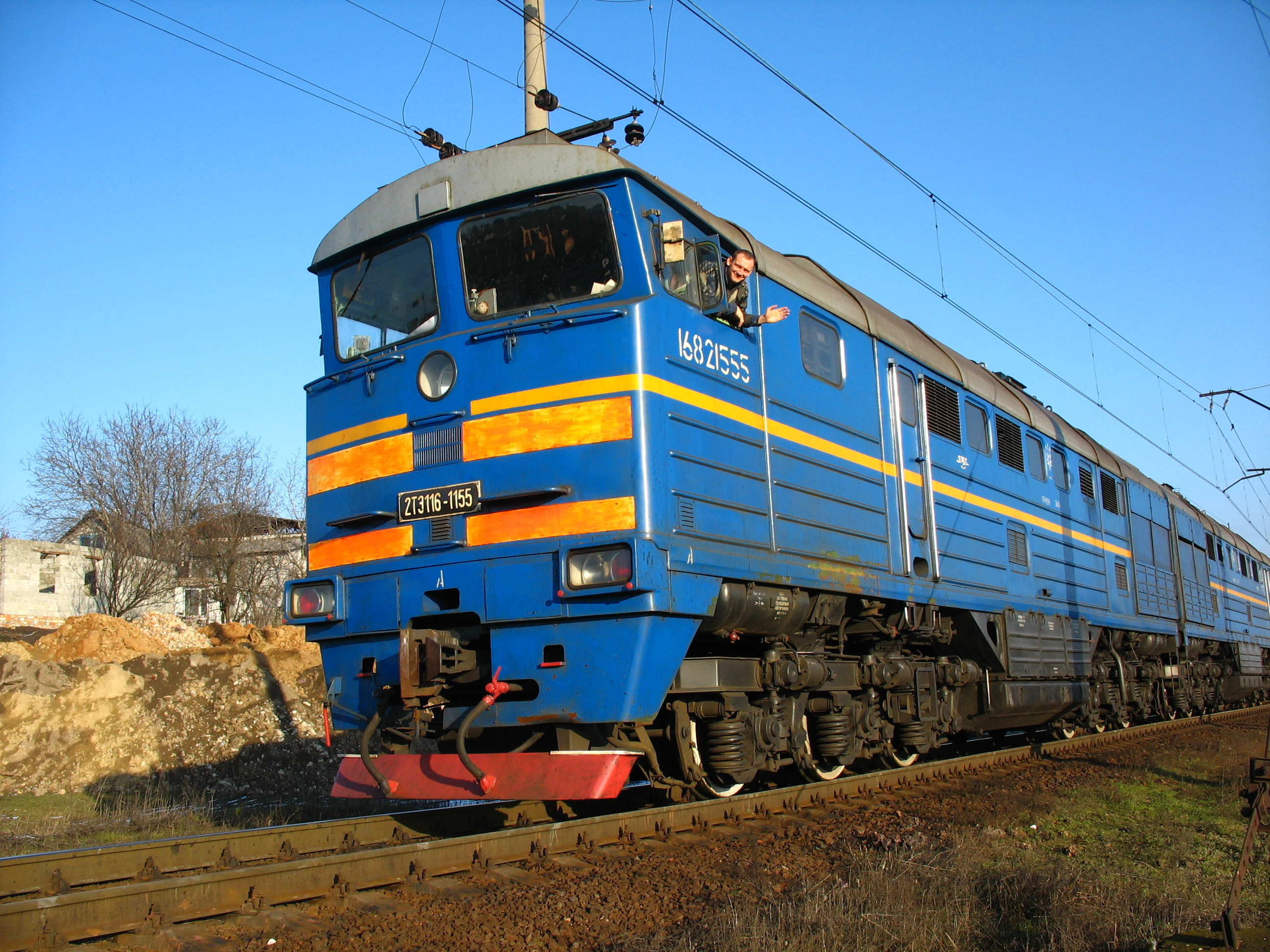
Locomotiva doppia tipo 2TE116 da 4500 kW
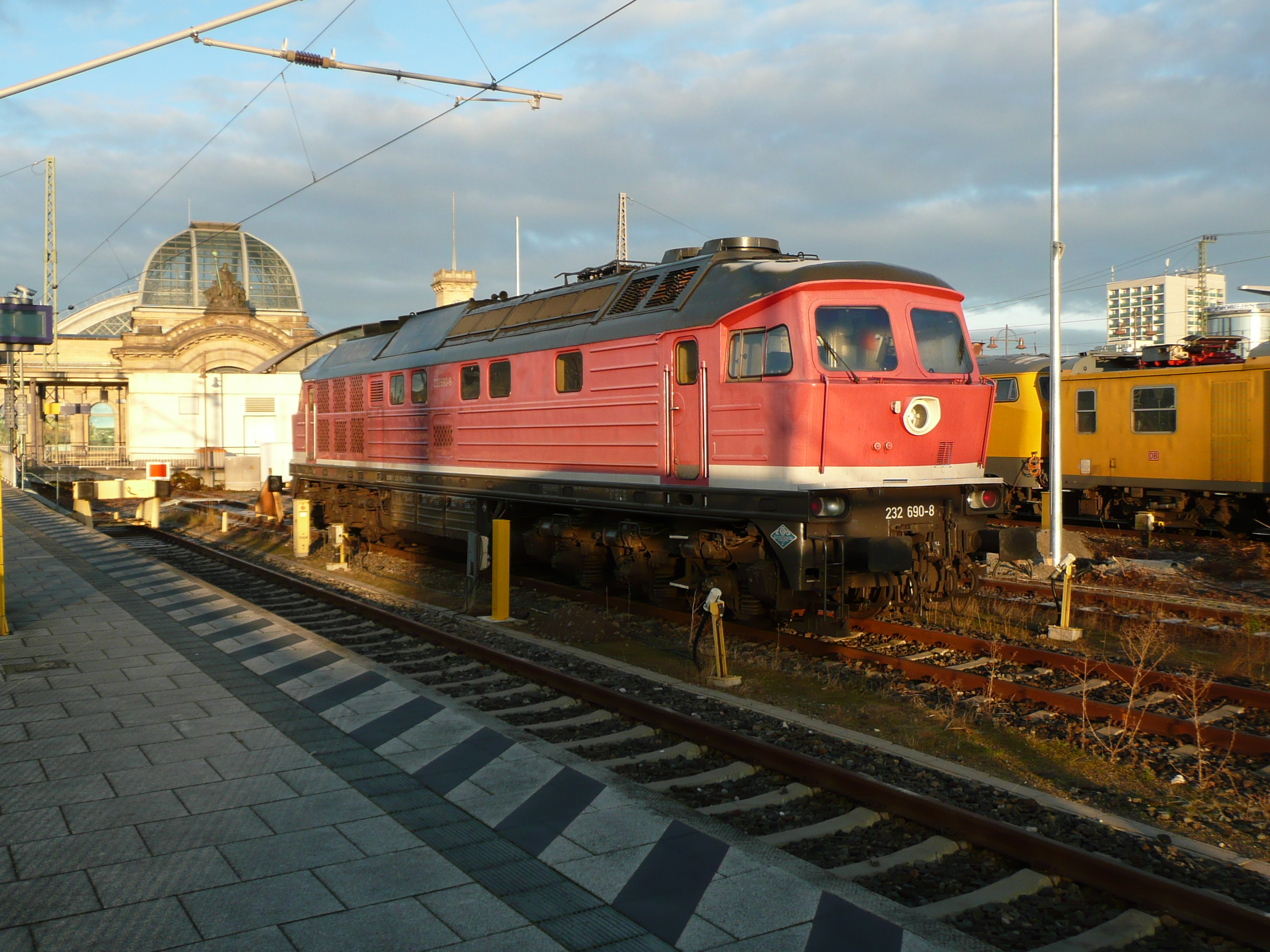
Locomotiva DR 130 (TE109)
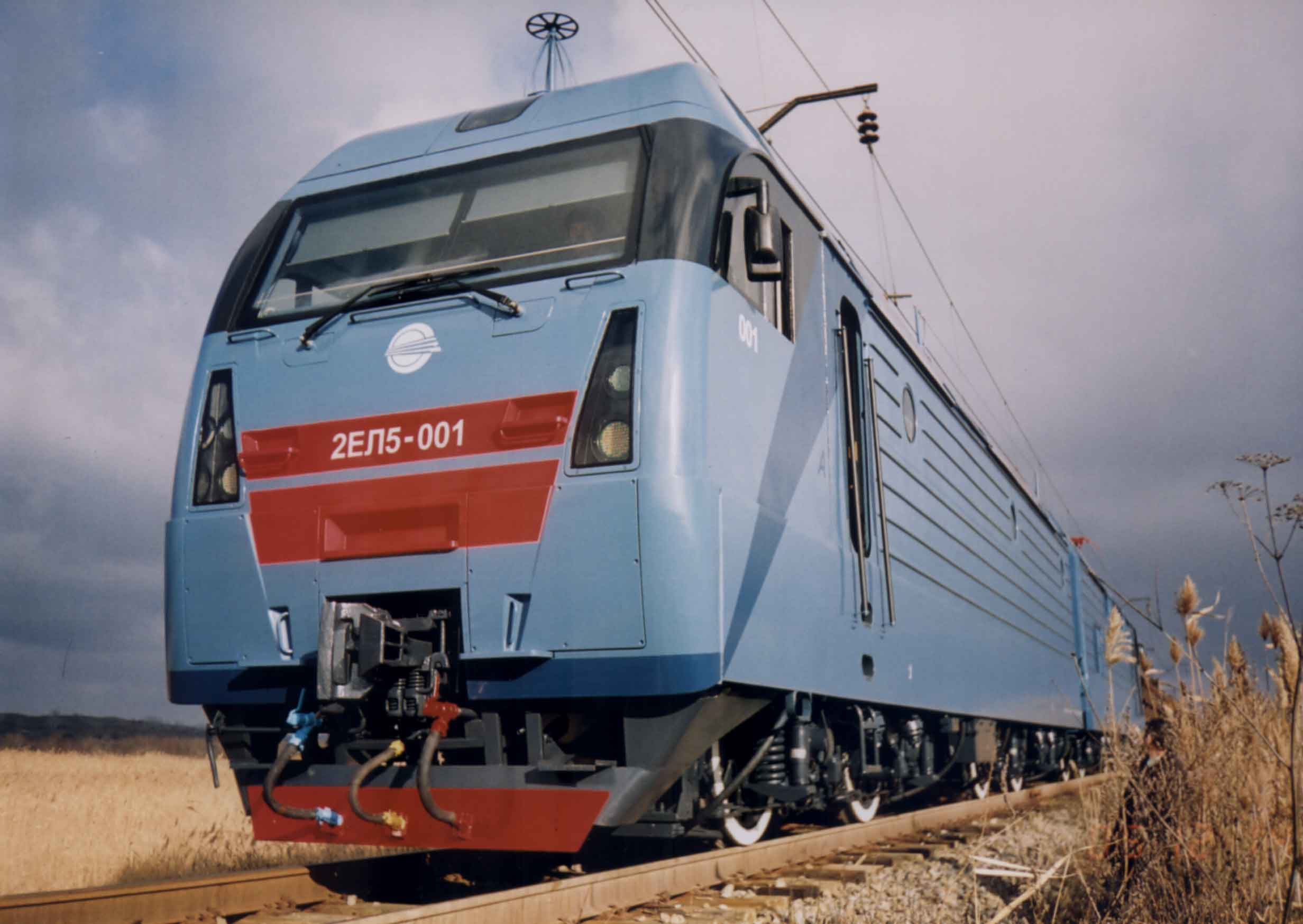
Locomotiva ad azionamento elettronico 2EL5
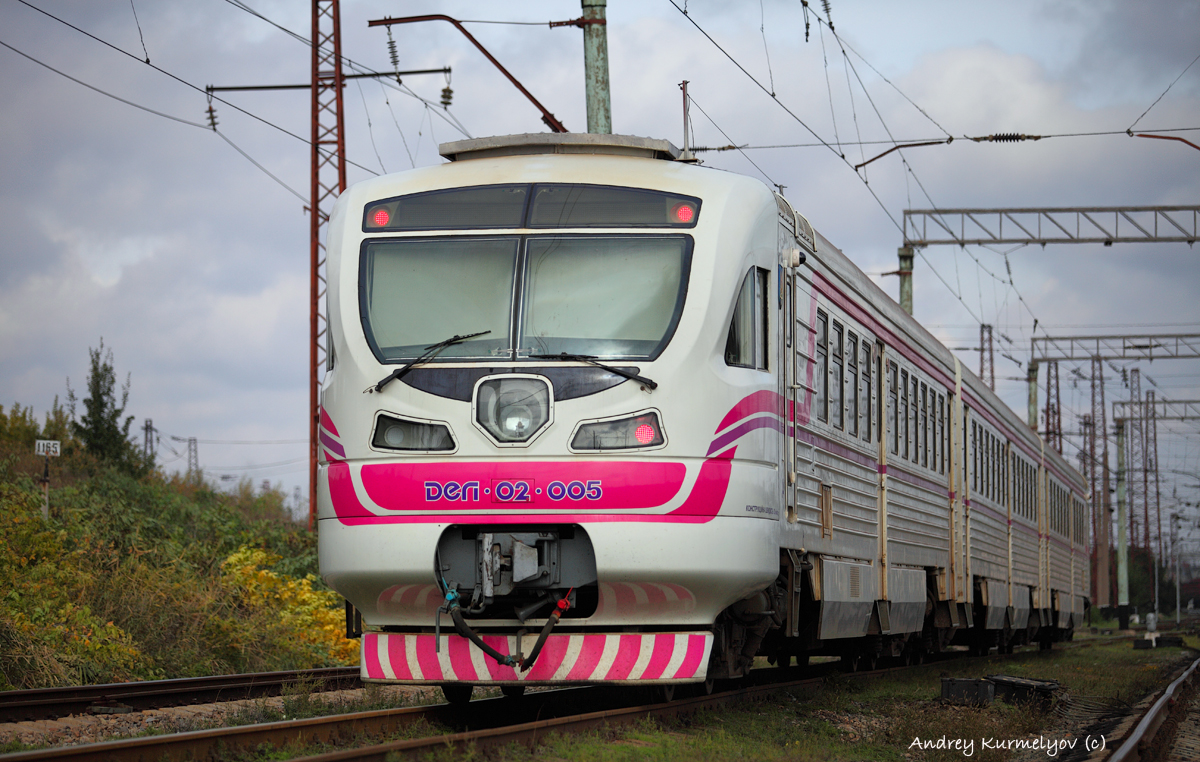
Autotreno DEL-02 costruita a partire dal 2000
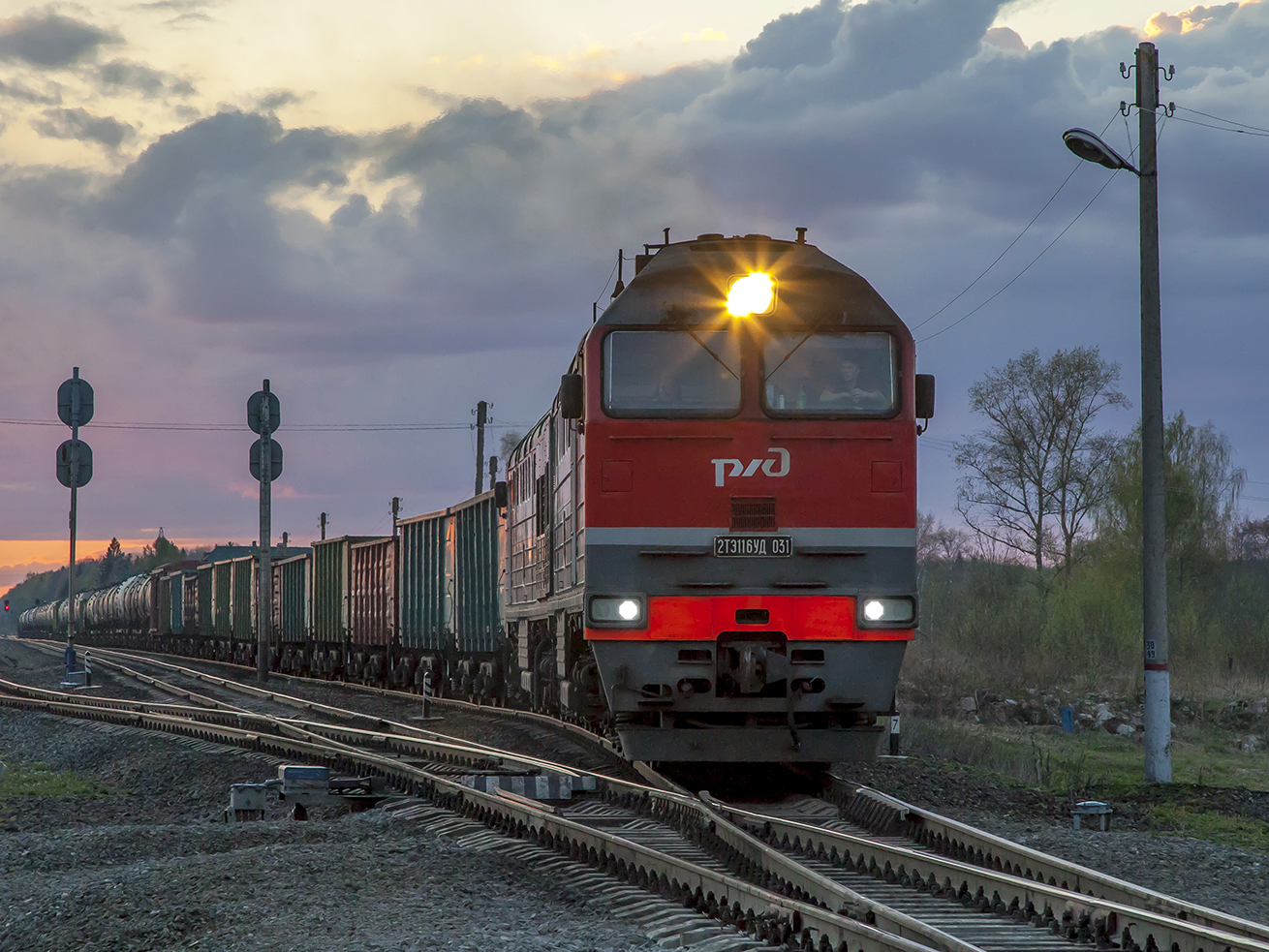
Locomotiva doppia tipo 2TE116UD
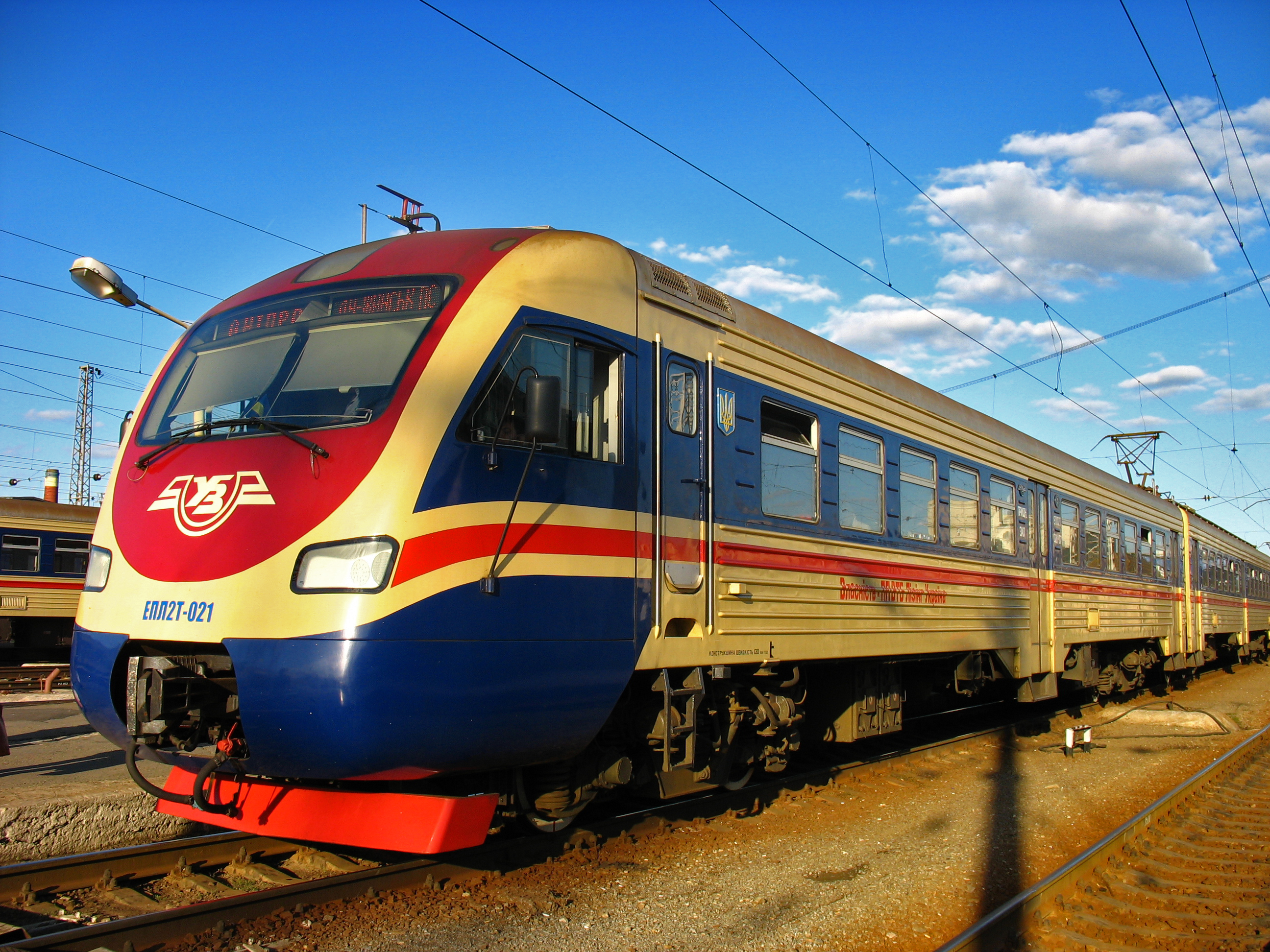
Electric multiple unit EPL2T

## La privatizzazione
Il processo di privatizzazione della società iniziò nel 2005 e l'anno dopo, tra gli acquirenti potenziali, vennero scelti quali idonei acquirenti, la fabbrica di macchine Bryansk e la Demikhovsky entrambe parte del gruppo Transmashholding. L'acquisto venne aggiudicato alla Bryansk che offrì 292.500.000 hryvnia ucraine (per una quota del 76%);  0,5 milioni in più rispetto al prezzo di partenza dell'asta. L'acquisto venne contestato sia a livello governativo che da altre parti in quanto ritenuto una svendita fraudolenta. Fu avviata un'azione penale per presunte attività criminali dall'Ufficio del Procuratore Generale in seguito alla quale, nel 2008, la vendita venne ritenuta illegittima. L'incertezza sullo status finale dell'azienda impedì agli allora proprietari del gruppo Transmashholding di effettuare investimenti nello stabilimento.
Il processo di vendita venne avviato nuovamente nel marzo 2010  con un prezzo di base d'asta fissato dal governo ucraino piuttosto basso (50 milioni di dollari) mentre gli analisti di borsa stimano il valore della società in 127 milioni di dollari.
Un'importante commessa per la Luhansk Locomotive works, in collaborazione con la Transmashholding, venne firmata il 21 maggio 2013 per la sostituzione di vecchie locomotiva dei gruppi VL8, VL10 e VL11 delle ferrovie Ucraine (UZ) mediante la fornitura di 300 nuove locomotive elettriche tipo 2EL da completare entro il 2016 per un importo totale di 12 miliardi di Hryvnia (equivalenti a quasi un miliardo di Euro)

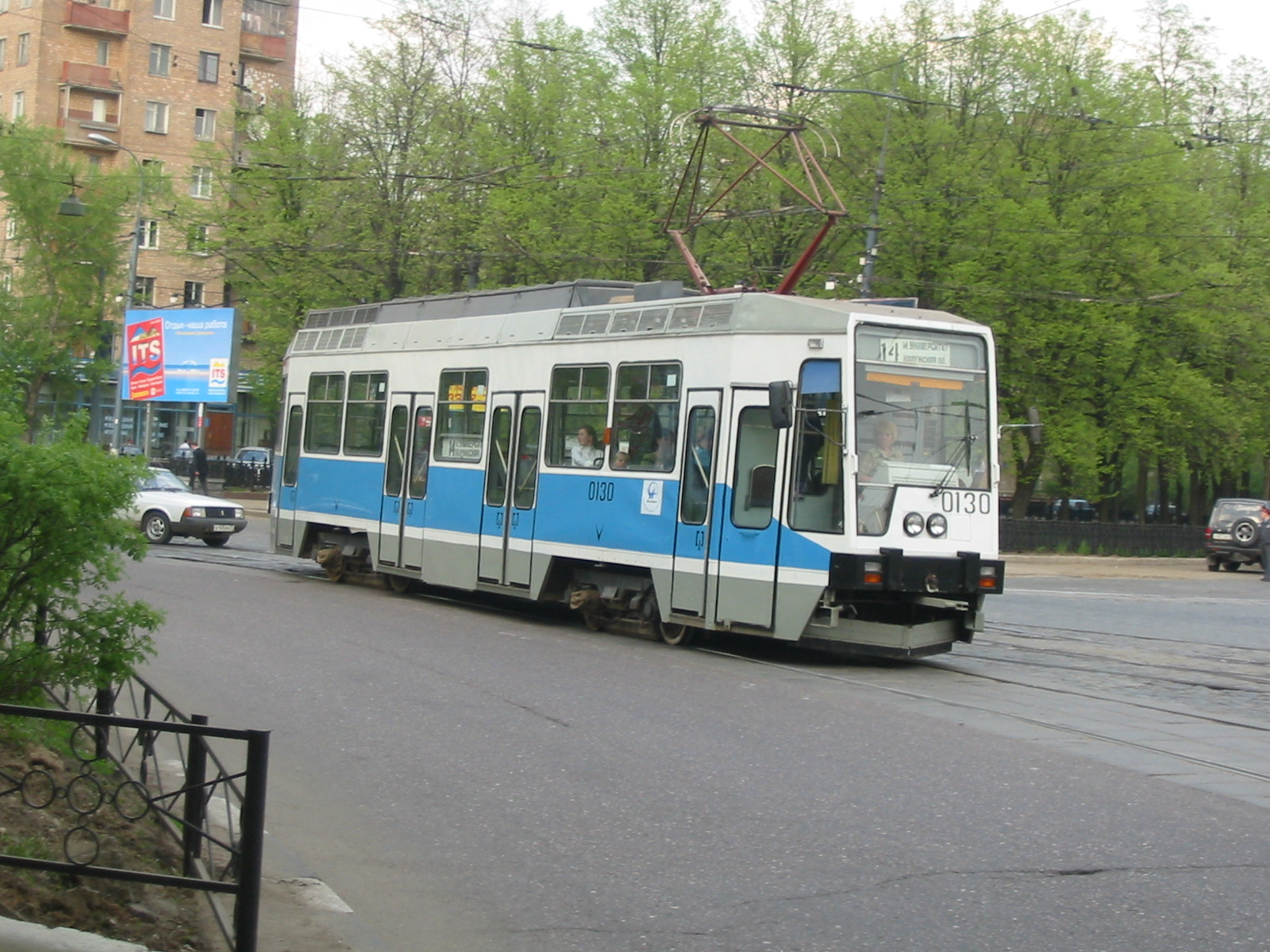
Tram tipo LT 10 in servizio a Mosca